# Бурлуцкий, Дмитрий Викторович
Дмитрий Викторович Бурлуцкий (род. 7 апреля 1971, Прокопьевск, Кемеровская область) — советский и российский хоккеист, защитник. Тренер.

## Биография
Как и старший брат Олег, воспитанник прокопьевского «Шахтёра». Начинал играть в командах низших лиг «Шахтёр» Прокопьевск (1988/89, 1993/94), «Мотор» Барнаул (1989/90), «Кедр» Томск (1989/90 — 1992/93), «Колос» Тюмень (1993/94). В сезоне 1993/94 перешёл в тюменский «Рубин», с которым вышел в МХЛ, где провёл два сезона. Три сезона отыграл в РХЛ за «Молот» Прикамье (1996/97), «Кристалл» Саратов (1997/98) и «Трактор» Челябинск (1998/99). Играл за «Трактор» (1999/2000, высшая лига), «Газовик» Тюмень (2000/01 — 2001/02),
«Старт» / «Газовик-Старт» (Ялуторовск, 2002/03 — 2004/05).
Тренер юношеских команд «Газовика» (2005—2012) и «Югры» Ханты-Мансийск (2012—2016, 2021—2013). Главный тренер команды МХЛ «Мамонты Югры» (2016—2021, с 2023).